# Zbyňov
Zbyňov – wieś (obec) na Słowacji położona w kraju żylińskim, w powiecie Żylina. Pierwsze wzmianki o miejscowości pochodzą z roku 1407.
Według danych z dnia 31 grudnia 2010, wieś zamieszkiwało 876 osób, w tym 446 kobiet i 430 mężczyzn.
W 2001 roku rozkład populacji względem narodowości i przynależności etnicznej wyglądał następująco:
- Słowacy – 99,88%
- Czesi – 0,12%